# Stazione di Budapest Sud
La stazione di Budapest Sud (in ungherese: Déli pályaudvar, abbreviata in Déli pu.) è una stazione ferroviaria di Budapest, capitale dell'Ungheria.

Si tratta della terza più grande stazione di Budapest, dopo quelle di Budapest Est (Keleti) e Budapest Ovest (Nyugati).
Fu inaugurata, nella sua primordiale forma, nel 1861. Nel corso degli anni ha comunque subito modifiche e ristrutturazioni.
Nonostante si trovi sul territorio del I distretto, nella parte occidentale della capitale, Déli è stata denominata "stazione sud".
I collegamenti presenti sono prevalentemente rivolti verso le zone a sud del paese o verso la regione del Transdanubio: tra le destinazioni si annoverano le cittadine di Pécs, Győr, Nagykanizsa, Székesfehérvár, Kaposvár e alcune località che si affacciano sul lago Balaton.
Oltre alle interconnessioni con autobus e tram, Déli è raggiunta dalla linea M2 della locale metropolitana di cui è anche capolinea.